# Natan Xaranski
Natan Xaranski o Sxaranski, també transcrit Sharanski, Sharansky, Shcharanski o Shcharansky (hebreu: נתן שרנסקי‎, rus: Натáн Щарáнский, nom real Anatoli Boríssovitx Xaranski, rus: Анато́лий Бори́сович Щара́нский), nascut el 20 de gener de 1948, és un notable antic dissident, refusenik i activista pels drets humans soviètic, a més de ser actualment un polític i autor israelià.
Xaranski és l'actual president de l'Institut Adelson d'Estudis Estratègics en el Shalem Center.
Entre març de 2003 i maig de 2005, va ser ministre sense cartera, responsable, a la ciutat de Jerusalem, d'assumptes socials i de la diàspora jueva. Prèviament havia estat viceprimer ministre d'Israel, i va ocupar diversos ministeris: el d'Indústria i Comerç (1996 - 1999), el de l'Interior (juliol de 1999, al qual hi va renunciar el mateix mes de l'any 2000) i el d'Habitatge i Construcció des de març del 2001.
Va renunciar al gabinet israelià a l'abril de 2005 en protesta contra els plans de retirar els assentaments israelians de la Franja de Gaza. Va ser reelegit al març de 2006 com a membre del dretà partit Likkud.
El 20 de novembre de 2006 va renunciar al seu escó del parlament israelià (Kenésset) per constituir l'Institut Adelson d'Estudis Estratègics Arxivat 2009-02-08 a Wayback Machine..
Des del 18 de juny de 2007, Xaranski és el president de la junta del Museu de la diàspora jueva (Bet ha-Tefutsot).

## Biografia
Nascut a Donetsk (llavors anomenada Stàlino) a l'antiga Unió Soviètica (ara Ucraïna) dins d'una família jueva, es va graduar obtenint un títol de grau en matemàtica aplicada, a l'Institut de Física i Tecnologia de Moscou
Quan era tan sols un nen, ja era un prodigi dels escacs, una cosa molt ben vista a l'URSS d'aquella època. Solia fer partides simultànies, usualment contra adults, fins i tot en la molt difícil modalitat "a cegues", que exigeix tenir un "mapa mental" de les posicions de les peces en tot moment. Fins i tot va arribar a vèncer ni més ni menys que al campió del món Garri Kaspàrov, en una partida simultània que va tenir lloc a Israel.
Després d'haver-li denegat, el 1973, un visat de sortida cap a Israel sota el pretext de comprometre la seguretat nacional del règim soviètic, es va tornar activista dins l'incipient moviment de drets humans liderat pel prominent físic nuclear i dissident Andrei Sàkharov, i arribaria a ser internacionalment conegut com a portaveu del Grup Moscou Hèlsinki. Xaranski va ser un dels fundadors i portaveus del moviment a favor dels refuseniks jueus soviètics.
Va ser arrestat al març de 1977, i al juliol de 1978 va ser condemnat, sota el càrrec d'alta traïció i espionatge a favor dels Estats Units a complir 13 anys de treballs forçats. Xaranski va passar un temps a la presó de Lefórtovo a Moscou, i a continuació fou reclòs a les presons de Vladímir i Txístopol, on durant part d'aquell temps va romandre en confinament solitari. La seva salut es va deteriorar, fins al punt de posar en perill la seva vida. Més tard va ser detingut a Perm 36, un tipus de gulag post-estalinià denominat "colònia de treball correctiu" a l'óblast de Perm. Es mantenia entenimentat durant el règim d'aïllament jugant partides mentals d'escacs amb si mateix.
El destí de Xaranski i d'altres presoners polítics soviètics, repetidament solia atraure l'atenció de gran part dels grups de drets humans occidentals, alhora que la d'alguns diplomàtics compromesos amb el tema. Això, naturalment, era una causa compromesa i que irritava les autoritats soviètiques.
Com a resultat de l'increment de la pressió internacional, dirigida en part per la seva esposa Avital, el 1986 va ser alliberat a l'aleshores comunista Alemanya Oriental i dirigit a través del pont de Glienicke cap a Berlín Occidental, on va ser intercanviat per un parell d'espies txecoslovacs: Karl Koecher i la seva dona, Hana Koecher.
Famós per la seva resistència en els camps de treball forçat del sistema Gulag, se li va dir durant el seu alliberament que caminés dret cap a la seva llibertat. Xaranski en canvi va caminar en ziga-zaga, en un últim acte de desafiament al règim soviètic. Va acabar emigrant finalment a Israel, on adoptaria el nom hebraïtzat de Natan i simplificaria el seu cognom a Xaranski. Contribuiria també a The Jerusalem Report, i també com a membre del directori de l'organització de drets humans Peace Watch.
El 1986, el Congrés dels Estats Units li va atorgar la prestigiosa Medalla d'Or del Congrés, un dels màxims honors que el govern dels EUA atorga a un civil.
El 1988, Xaranski va fundar i va ser el primer president del Fòrum Sionista, una organització paraigua per a activistes jueus provinents de la llavors Unió Soviètica, dedicada a ajudar aquests nous israelians i a educar al públic en general en temes relacionats a l'assimilació social d'aquells.
El 2006, el llavors president dels Estats Units, George W. Bush el va condecorar també amb la Medalla Presidencial de la Llibertat.
El 17 de setembre del 2008 la Fundació Presidencial Ronald Reagan va condecorar Xaranski amb el Premi a la Llibertat Ronald Reagan, el màxim honor concedit per la Fundació que honra la memòria de qui va ser president dels Estats Units durant gairebé tota la dècada del 1980. El premi va ser atorgat personalment per la seva vídua, Nancy Reagan.
El 1995, amb un altre ex dissident soviètic Yuli-Yoel Edelstein, Xaranski va ser el co-fundador i el primer president del partit polític Israel ba-Aliyà ("Israel per l'aliyà"), el qual a més és un joc de paraules que significa" Israel en ascens" que promovia la gradual integració plena dels antics jueus soviètics a la societat israeliana. El seu lema deia que el seu partit era (realment) diferent als altres: els seus líders primer havien anat a la presó (per haver estat presoners de consciència a la Unió Soviètica), i després recentment anys després podien llançar-se a l'activitat política partidària. El 1996, només un any després de la fundació de'Israel ba-Aliyà, aconseguirien guanyar set escons a la Kenésset, el parlament israelià.
Entre 2003 i 2005, Xaranski va ser membre del gabinet israelià durant el segon govern d'Ariel Xaron. Va renunciar el 2 maig de 2005, en protesta contra el pla del llavors partit oficialista Likkud de retirar les colònies israelianes de la disputada Franja de Gaza.
De la mateixa manera, el 2005, Xaranski va participar en They Chose Freedom (en rus: Они выбирали свободу, Oni vibirali svobodu; "Ells triaven la llibertat"), una sèrie documental de quatre capítols sobre la història del moviment dels dissidents i refuseniks soviètics, realitzada pel polític i periodista rus Vladímir Karà-Murzà.
Va ocupar el lloc número 11 en la llista de 2005 de les 100 persones més influents segons la tradicional i prestigiosa revista política nord-americana Time, dins de la categoria "Científics i pensadors" (Scientists and thinkers).
Xaranski i la seva dona Avital viuen a Jerusalem i tenen dues filles, ja grans i casades, de nom Rachel i Hannah. De fet, ell havia conegut a la seva posterior dona a l'URSS i atès que la seva sol·licitud de casament civil els va ser denegada pel règim comunista, van acabar casant-se en secret en una de les poques sinagogues habilitades a Moscou en aquella època.

## Llibres escrits
Xaranski ha escrit tres llibres. El primer d'ells és la seva autobiografia titulada en anglès Fear No Evil ("Sense por del mal"), que relata les seves crues vivències, durant el seu injust judici, presó i confinament a la Unió Soviètica.
El segon, The Case for Democracy: The Power of Freedom to Overcome Tyranny and Terror ("El cas per la democràcia: El poder de la llibertat per vèncer la tirania i el terror"), co-escrit amb Ron Derner, es transformaria en llibre "de lectura obligatòria" per a aquells interessats en indagar en els punts foscos del règim comunisme soviètic
Va tenir una gran influència en el President dels Estats Units George W. Bush i en d'altres funcionaris del govern federal, els quals van urgir als seus subordinats que s'afanyessin a llegir-lo. En particular, Bush fill arribaria a comentar respecte d'aquesta publicació:
| « | Si volen fer un cop d'ull d'allò que penso sobre política exterior, llegeixin el llibre de Natan Xaranski, The case for democracy... Per al govern, particularment per als formadors d'opinió, el posaria en la seva llista de recomanats. És curt i és bo. Aquest paio és una figura heroica, com vostès saben. És un gran llibre" | » |

En ell, Xaranski al·lega que la llibertat política (individual) és essencial per garantir la seguretat i la prosperitat, i que cada poble i nació mereix viure lliurement en una societat democràtica.
Xaranski argumenta que els drets humans, la seguretat i l'estabilitat només poden ser assegurades mitjançant l'alliberament dels pobles oprimits, perquè passin a formar part de societats lliures, en les quals cada individu tingui la possibilitat real(i no condicionada políticament) d'expressar la seva opinió o punt de vista. Per tant, el conclou que el (anomenat o autodenominat) "món lliure" d'insistir en la promoció de la democràcia per a la gent encara oprimida, en lloc de merament apaivagar les dictadures o només realitzar negocis amb els règims despòtics (o, pitjor, encara, amb els tirànics).
| «                                                        | Llavors vaig explicar per què la democràcia era tan crucial per a l'estabilitat i seguretat internacional, per què aquesta vinculació havia estat tan reeixida durant la Guerra Freda i per què l'[anomenat] 'món lliure' havia traït els seus principis democràtics a [els acords de] Oslo. Vaig esbossar el meu pla per ajudar els palestins a construir una societat lliure, per tal de forjar una pau duradora al costat dels israelians. | » |
| — Natan Xaranski i Ron Dermer: The Case for Democracy... | |   |

Xaranski pren el qual molts dels seus crítics denominen una posició de línia dura cap als palestins, en assenyalar que mai no hi haurà pau amb aquests últims mentre que no lliurin a la seva societat dels grups "terroristes" com Hamàs i de l'antisemitisme en general.
Els seus crítics veuen una incompatibilitat entre el seu declarat sionisme i el seu compromís a favor de la lluita per la democràcia i els drets humans universals.
Sobre la històrica disputa territorial entre Israel i els Territoris Palestins (la Franja de Gaza i Cisjordània), Xaranski va comentar a Haaretz durant una entrevista:
| « | "Els jueus van arribar aquí fa tres mil anys i aquest és el bressol de la civilització jueva. Els jueus són l'únic poble de la història que va mantenir la seva lleialtat a la seva identitat i a la seva terra durant els dos mil anys del seu exili (diàspora) i no hi ha dubte que tenen el dret a tenir el seu lloc entre les nacions -no només històricament sinó també geogràfica- Pel que fa als palestins, que són els descendents dels àrabs que van immigrar durant els últims dos-cents anys, tenen el dret, si així ho volen, a tenir el seu propi Estat ... però no a costa del d'Israel." | » |